# Espelkamp
Espelkamp is een stad en gemeente in de Duitse deelstaat Noordrijn-Westfalen, gelegen in de Kreis Minden-Lübbecke. De gemeente telt 24.676 inwoners (31 december 2020) op een oppervlakte van 84,16 km².

## Plaatsen in de gemeente Espelkamp

Stadsdelen

Achter de namen van de stadsdelen is het aantal inwoners vermeld (bron: Duitse Wikipedia; peildatum: 30 juni 2014)
- Alt-Espelkamp (940)
- Fabbenstedt (847)
- Fiestel (1.039)
- Frotheim (2.664)
- Gestringen (1.722)
- Isenstedt (2.624)
- Schmalge (395)
- Vehlage (570)
- Espelkamp-centrum of Espelkamp-Mittwald (15.304)

## Ligging, verkeer, vervoer
Espelkamp ligt in het zuiden van de Noord-Duitse laagvlakte en wordt in het zuiden begrensd door het Mittellandkanaal.
Aan de westkant van de plaats loopt de Bundesstraße 239 noordwaarts naar Diepholz (38 km) en zuidwaarts naar Lübbecke (9 km), Löhne (waar, 25 km ten zuiden van Espelkamp, een afrit van de Autobahn A30 is) en Herford.
De B239 kruist bij Espelkamp een oost-west lopende weg, die westwaarts naar Bohmte (23 km) en Osnabrück (43 km) leidt, en oostwaarts richting Petershagen met een aftakking naar Minden, dat 27 km van Espelkamp ligt.
Voor de scheepvaart is er aan het Mittellandkanaal een kleine binnenhaven, die officieel een deel is van de haven van het aan de overkant van het kanaal liggende Lübbecke. Het kanaal ligt ongeveer 5 km van het "nieuwe" Espelkamp. Het Stadtteil Isenstedt ligt aan dit kanaal.
Het riviertje, dat door de gemeente loopt, de  Große Aue, een zijriviertje van de Wezer, is -afgezien van overstromingsrisico in het verleden- van weinig betekenis.
Aan de spoorlijn naar Bünde (en de andere kant op naar Rahden) heeft Espelkamp een station (dat in 1950 op de huidige locatie werd heropend).
De streek heeft van nature enigszins venige bodems en was tot aan de Tweede Wereldoorlog hier en daar met naaldbos bedekt. Van dit bos is weinig overgebleven. In de gemeente zijn nog enkele kleine natuurgebieden overgebleven; het zijn  een bosperceel bij Schmalge (waar de zeldzame vogels rode wouw en Wielewaal voorkomen) stukken hoogveen en enige wetlands.

## Economie
In de gemeente zijn enkele belangrijke, internationaal actieve ondernemingen gevestigd:
- NAUE (zgn. geotextiel: stabilisatiedoek en geogrids, materialen t.b.v. wegen- en tunnelbouw; software voor ingenieursbureaus op het gebied van wegenbouw)
- HARTING (o.a. computerkabels met speciale stekkers voor industriële toepassingen en interfaces) - dit bedrijf heeft een nevenvestiging in Nederland, en wel in Den Bosch
- een nevenvestiging van de Gauselmann-bedrijven te Lübbecke (speelautomaten, kansspelen, sportweddenschappen)

Daarnaast is er op de bedrijventerreinen ook enige machinebouwindustrie en midden- en kleinbedrijf.
Een gedeelte van de gemeente heeft haar agrarisch karakter behouden, hier overheerst dus de landbouw.

## Geschiedenis
De gemeente behoorde vanaf de middeleeuwen tot het Bisdom Minden en deelde in de geschiedenis de lotgevallen van het Vorstendom Minden.
Tot ver in de 19e eeuw was het een streek met veel armoede; veel mannen trokken in het voorjaar als hannekemaaiers naar o.a. Nederland om daar in de zomer te werken in de landbouw.  De bevolking was vanaf de Reformatie in de 16e eeuw overwegend protestants.
In de streek woonden van oudsher enkele adellijke geslachten in kleine kasteeltjes. Zo was het kasteeltje Ellerburg, in stadsdeel Fiestel, enige tijd in het bezit van het Nederlandse geslacht Ripperda. Dit kasteeltje is in 2014 wegens bouwvalligheid gesloopt.
Rond 1900, toen eerst de spoorlijn naar Bünde (en de andere kant op naar Rahden) gereedkwam, en in 1915 het Mittellandkanaal geopend werd voor de binnenscheepvaart, trad economisch herstel in. Enige fabrieken vestigden zich in de gemeente.
In de nazi-tijd werd hier de Heeres-Munitionsanstalt, afgekort Muna  Lübbecke, een zeer groot munitiedepot van de Wehrmacht en de SS gevestigd. De plaatselijke bevolking kreeg hier werk bij o.a. het vullen van lege granaathulzen met springstof (Duits: Laborierung) en verzendklaar maken van de munitie. Bij de munitie-opslagplaats verrezen grote woonbarakken.
Eind maart en begin april 1945, aan het eind van de Tweede Wereldoorlog, was de spanning hier groot, omdat de plaatselijke Duitse  commandant een bevel van hogerhand negeerde, om de Muna zelf op te blazen (dat zou rampzalige gevolgen gehad hebben), terwijl de Britten oprukten. Dezen kregen het depot uiteindelijk op 4 april nagenoeg intact in handen. Uiteindelijk werd Espelkamp zonder zware gevechten door de Britten veroverd. Tot dan toe was Espelkamp een dorp met hoogstens 2.500 inwoners geweest.

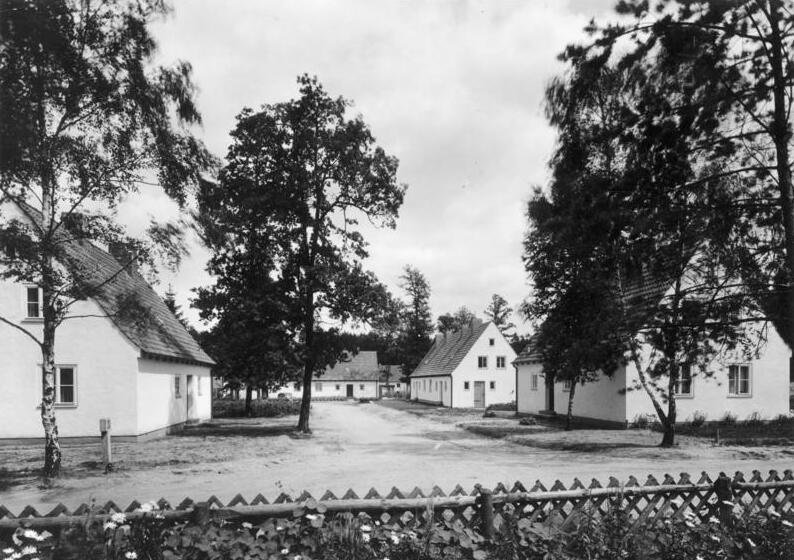
Woonvorm voor vluchtelingen in Espelkamp, kort na WO II
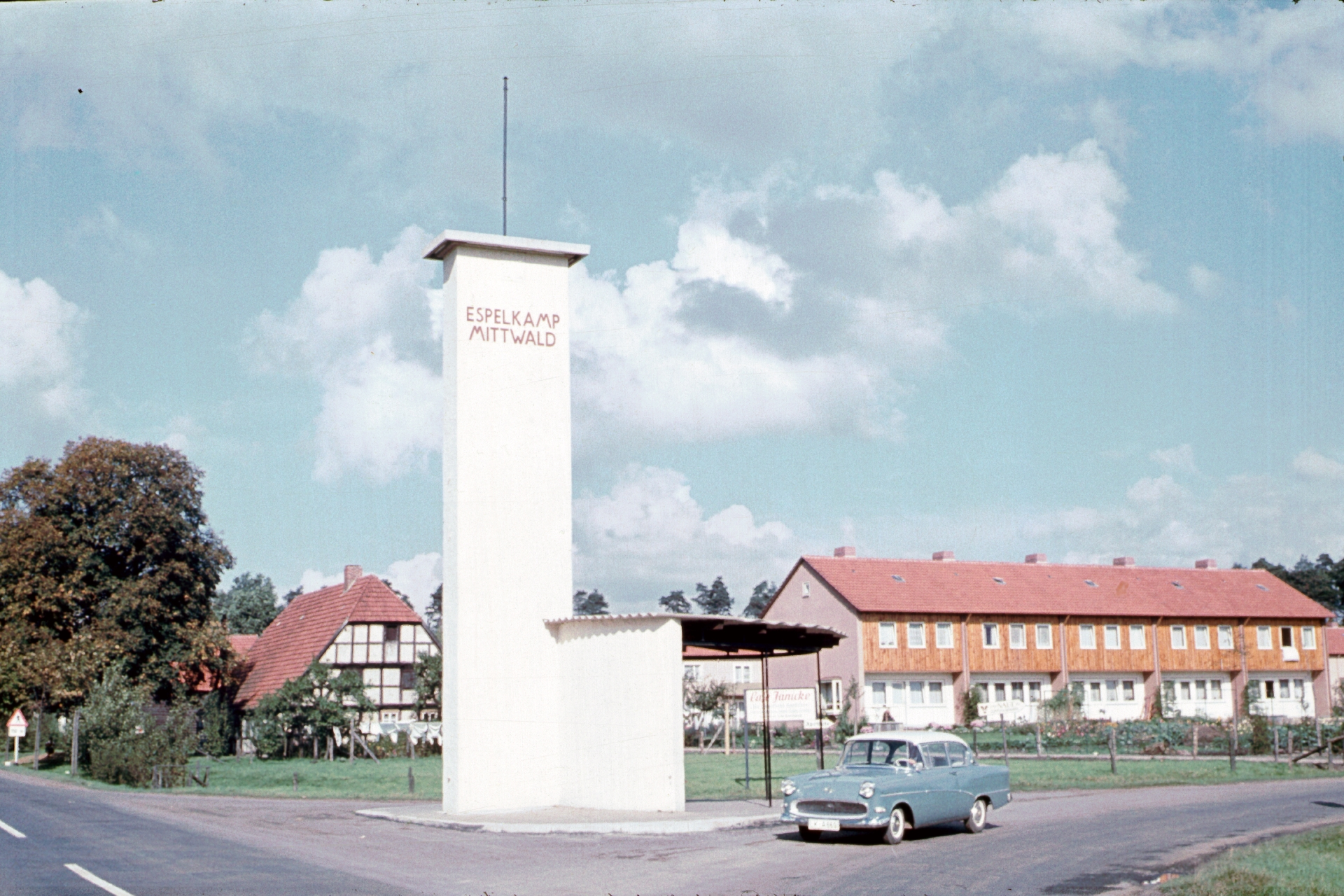
Zuidpoort in de nieuwe stad, foto uit 1958

Direct na de Tweede Wereldoorlog was er een groot vluchtelingenprobleem ontstaan. Miljoenen Duitsers uit o.a. Silezië, Tsjechië (de Sudetenduitsers) en Oost-Pruisen werden na de vaststelling van de nieuwe grenzen gedwongen, naar elders te migreren. Deze Duitsers worden wel aangeduid met Heimatvertriebene. In mei 1946 kwam een Britse kolonel van de bezettingsmacht op het idee, de barakken e.d. van de Muna niet op te blazen, maar er vluchtelingen in te huisvesten. Aanvankelijk waren dit kinderen uit het kapot gebombardeerde Ruhrgebied. Na veel getouwtrek tussen staat, kerk, leger en liefdadigheidsorganisaties  werd Espelkamp vanaf 1951 een van de plaatsen, waar met Marshallhulp een compleet nieuwe stad voor deze migranten werd gebouwd. Tevens werd vestiging van industrie in Espelkamp gestimuleerd; er was immers al een station en een binnenhaven aan het Mittellandkanaal. Hierdoor was Espelkamp, dat mede om administratieve redenen in 1959 ook officieel tot stad werd verklaard, al in 1960 gegroeid tot 10.000 inwoners.
Ook werd de gemeente uitgebreid, doordat bij gemeentelijke herindelingen diverse buurdorpen bij Espelkamp gingen horen.
Na de val van de Sovjet-Unie in 1989 zijn nog enige duizenden mensen met Duitse voorvaderen, zgn. Russlanddeutsche, naar Espelkamp geïmmigreerd.
Na 1989 kwam men tot het inzicht, dat de Große Aue door de eerdere kanalisering ervan erg soortenarm was geworden. De situatie is goed te vergelijken met die van de Regge in de Nederlandse provincie Overijssel. Samen met o.a. buurgemeente Rahden worden sindsdien projecten uitgevoerd, om weer natuur langs de rivier mogelijk te maken om de biodiversiteit te herstellen. Het is de bedoeling, dat te zijner tijd er weer kleine ooibossen langs de Große Aue ontstaan.

## Cultuur, natuur, bezienswaardigheden
- Bij stadsdeel Gestringen staat sinds 1510 kasteel Benkhausen. Het is na 2010 gerestaureerd en is bij de familie Gauselmann, eigenaars van een groot bedrijf te Lübbecke op het gebied van speelautomaten in gebruik als opleidings- en congresgebouw met hotelfaciliteit.

In een bijgebouw van het kasteel bevindt zich het Duitse Automatenmuseum met ca. 2.000 uiteenlopende gok-, speel- en verkoopautomaten en jukeboxen. In het park rondom het kasteel is een wandelroute uitgezet.
- In de stad is Tapijtmuseum Tönsmann gevestigd met een bijzondere collectie Berber-tapijten, waaronder enige zeldzame stukken,  en andere tapijten uit Noord-Afrika en het Himalaya-gebied (Tibet en Nepal).
- Het 74 ha grote, moerassige Osterwald (natuurreservaat) is een bosperceel bij  stadsdeel Schmalge, waar o.a. de zeldzame vogels rode wouw en wielewaal voorkomen.
- Espelkamp heeft een schouwburg met 647 zitplaatsen.

## Religie
In 2009 is door Rusland-Duitse Baptisten in de stad een grote kerk geopend, met 2.200 zitplaatsen. Dit is een van de grootste kerken van Duitsland, qua aantal zitplaatsen.

## Geboren in Espelkamp
- Harald Nickel (1953-2019), voetballer
- Heinz Rudolf Kunze (* 30 november 1956 in Espelkamp-Mittwald); veelzijdig kunstenaar, o.a.:  zanger (1985 : Dein ist mein ganzes Herz); tekstschrijver van o.a. popsongs, schlagers en kinderliedjes; heeft samengewerkt met Herman van Veen aan diens Duitse liedteksten

## Fotogalerij

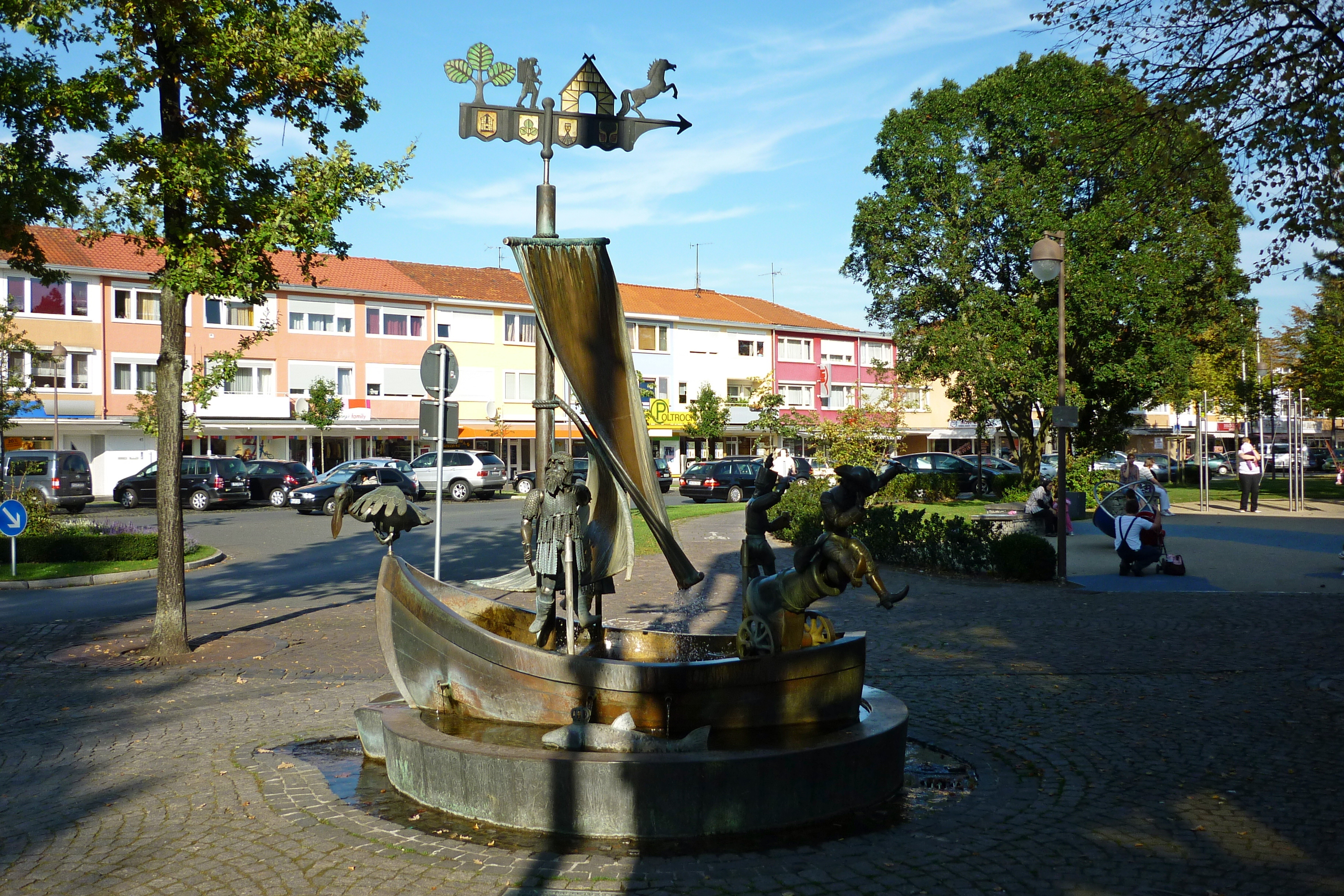
Fontein, Breslauer Straße
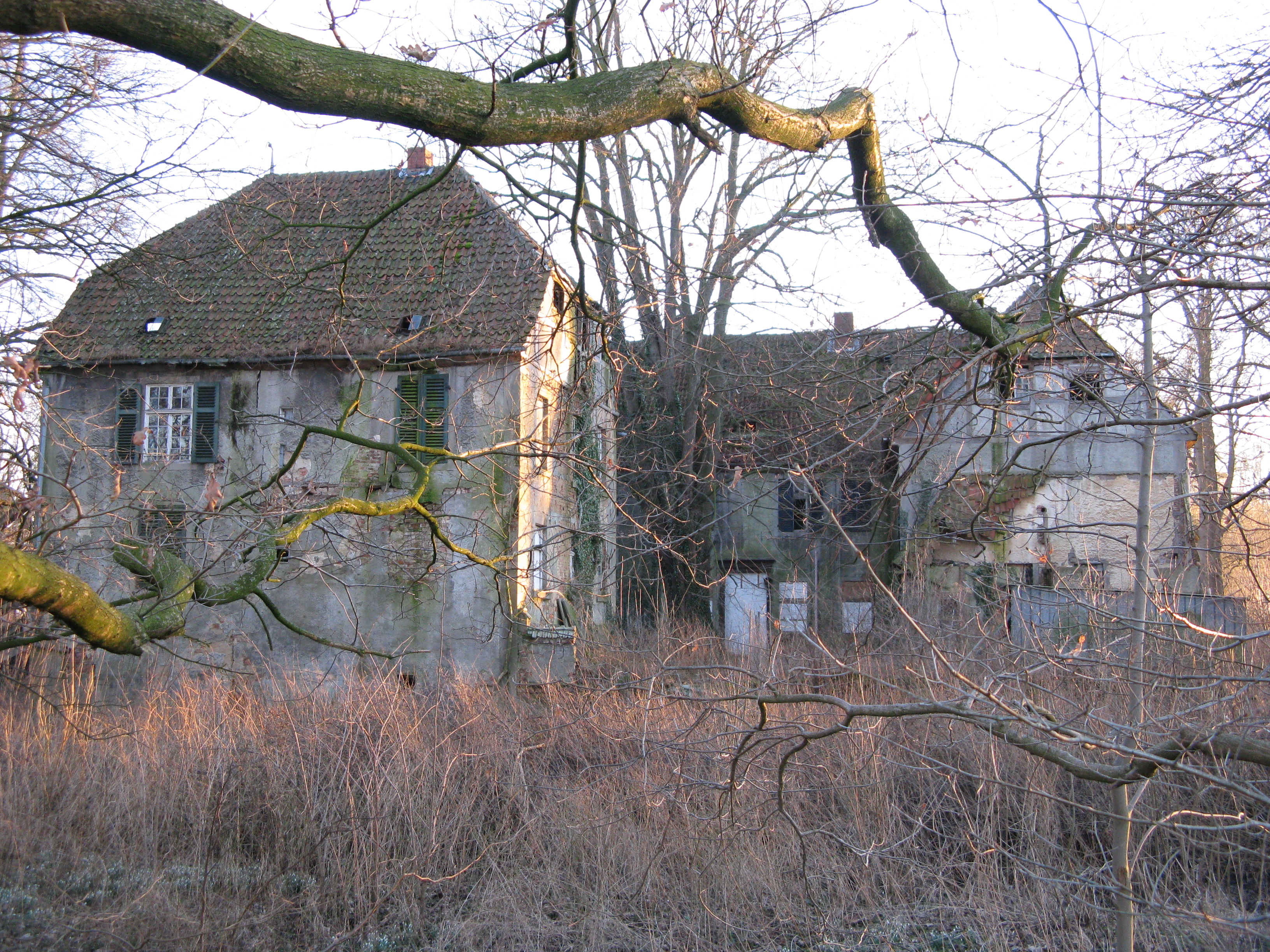
Kasteel Ellerburg (wegens bouwvalligheid intussen gesloopt)
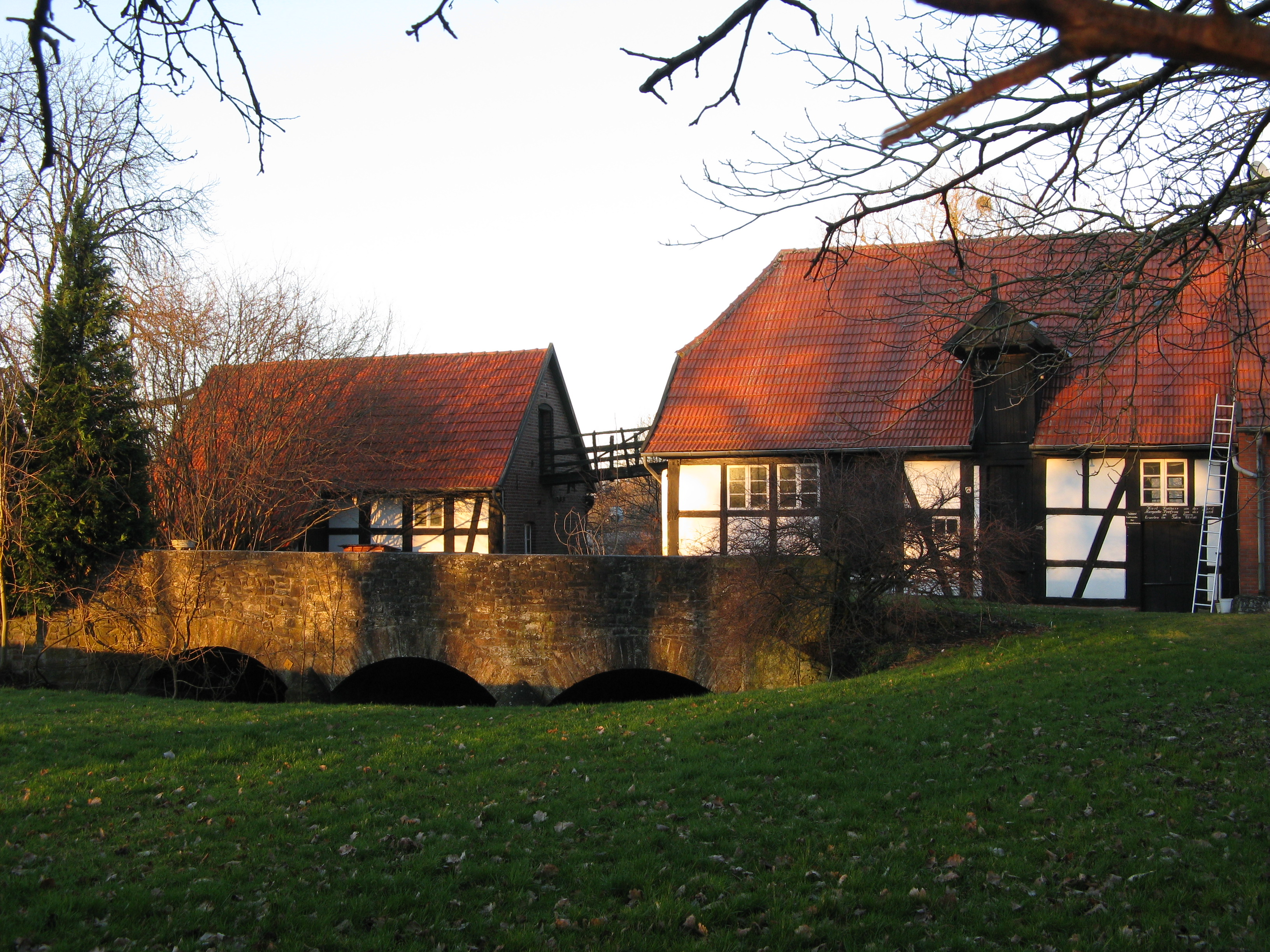
Watermolen bij kasteel Ellerburg
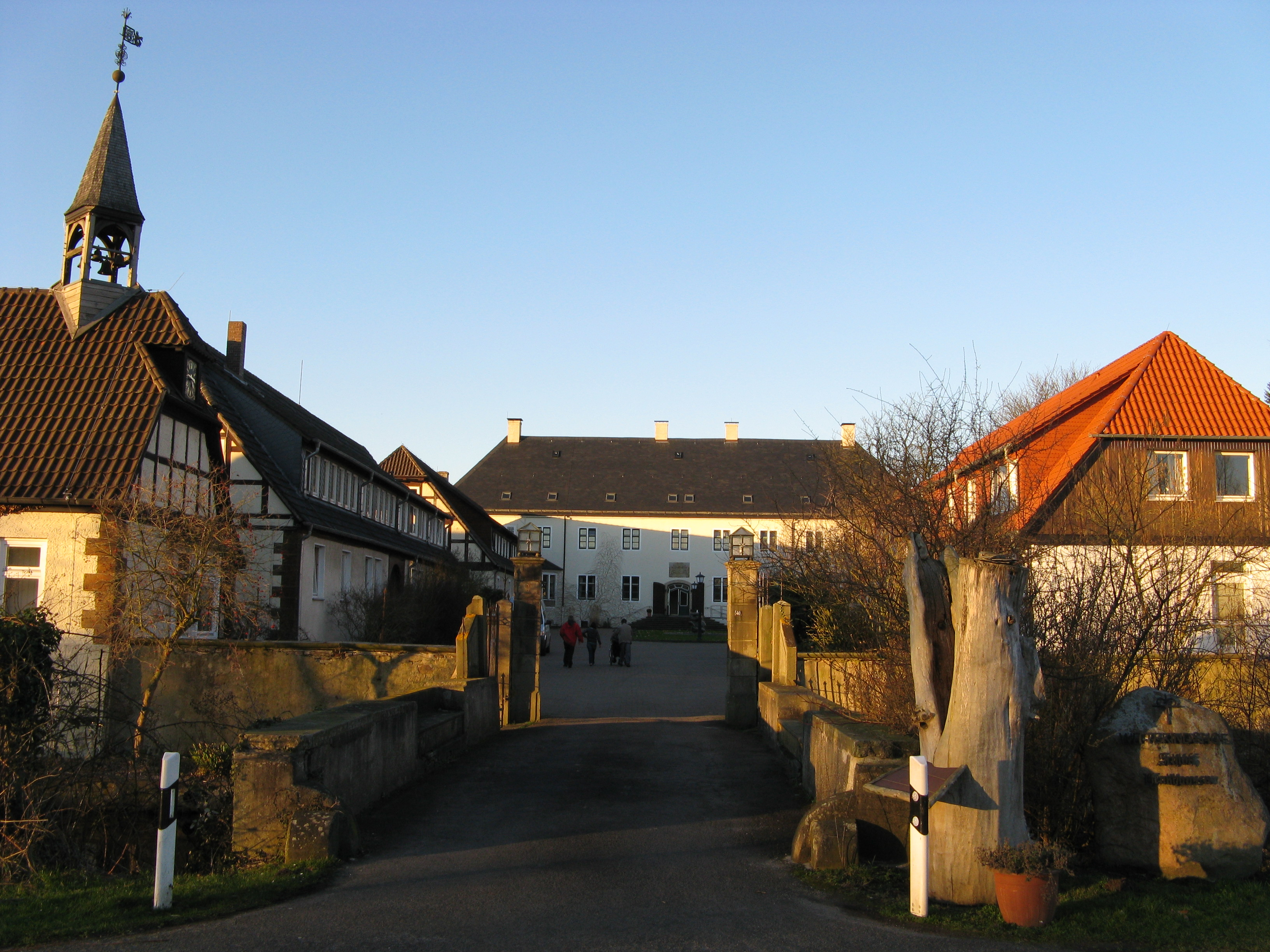
Kasteel Benkhausen (als school in gebruik)
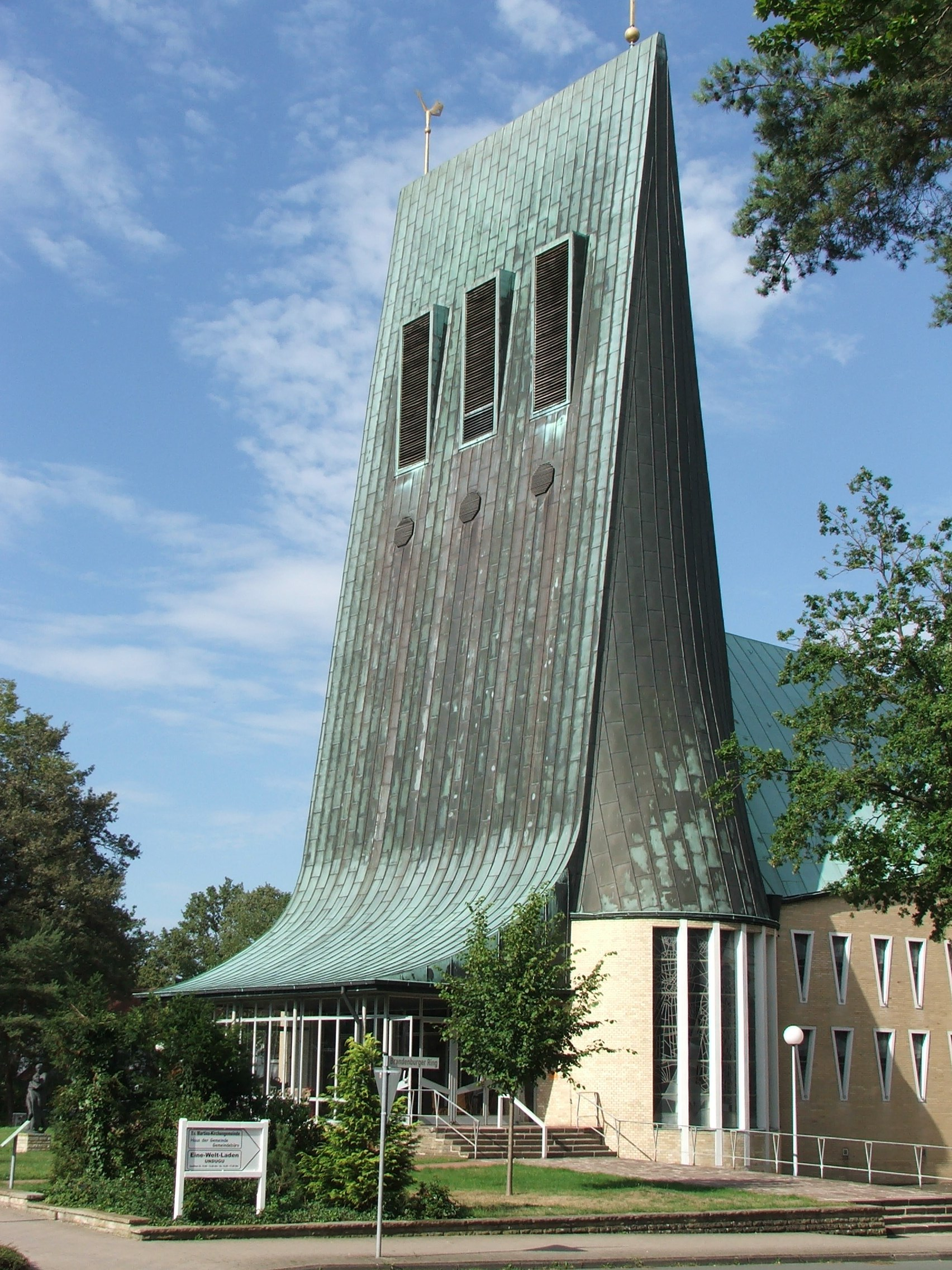
In 1963 ingewijde Thomaskerk (evangelisch-luthers)
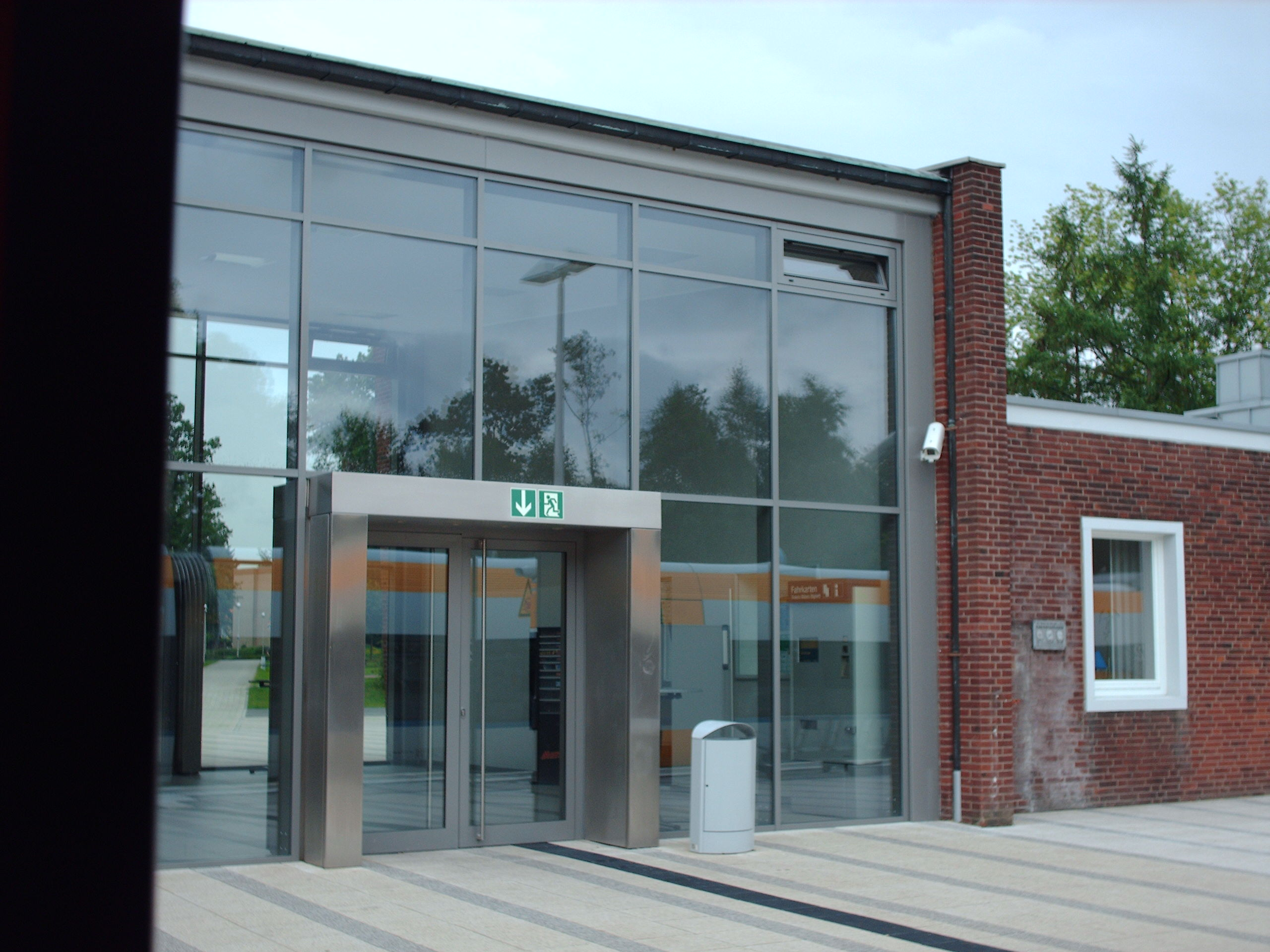
Station
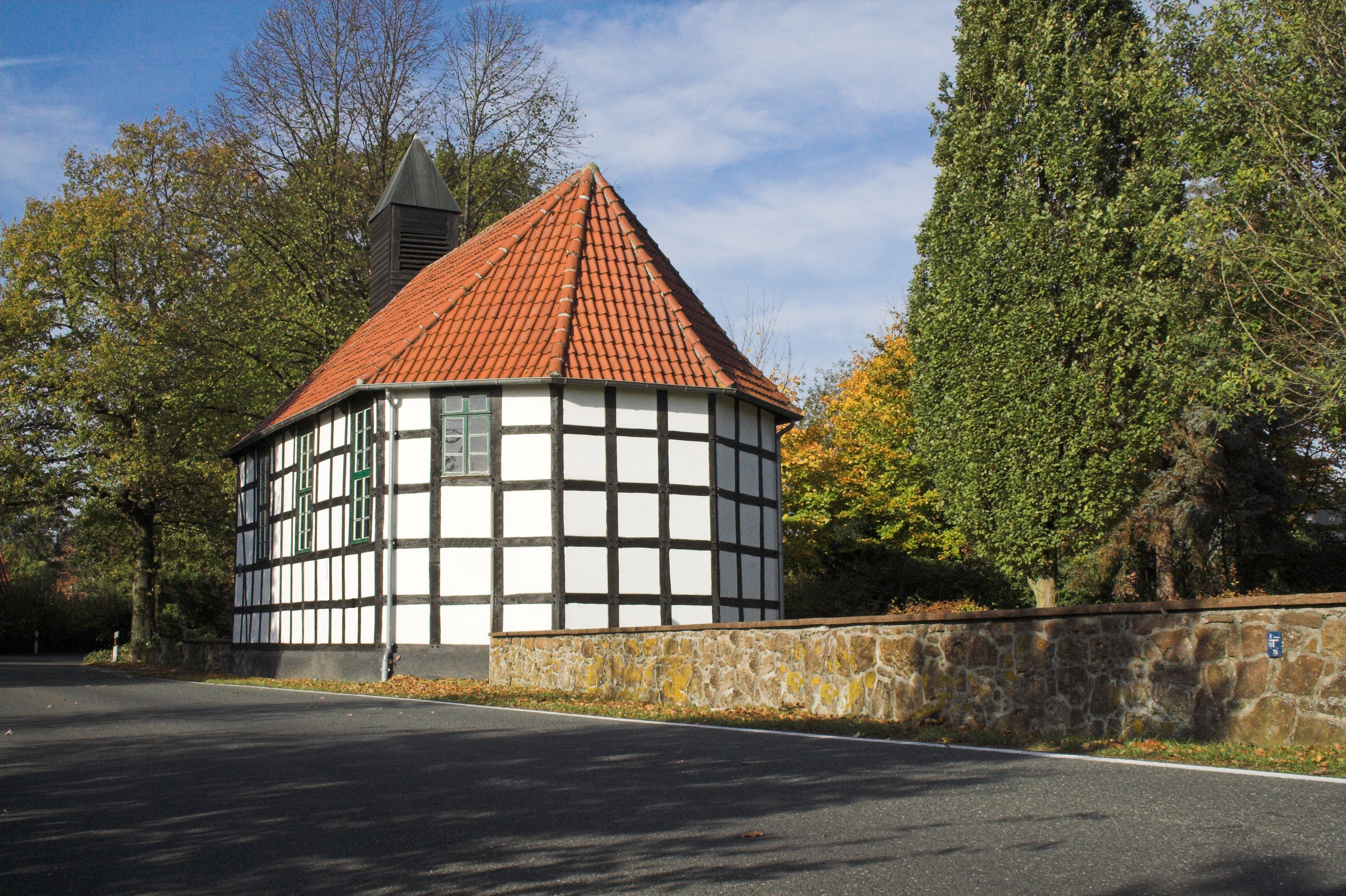
Kapel Alte Klus in Frotheim
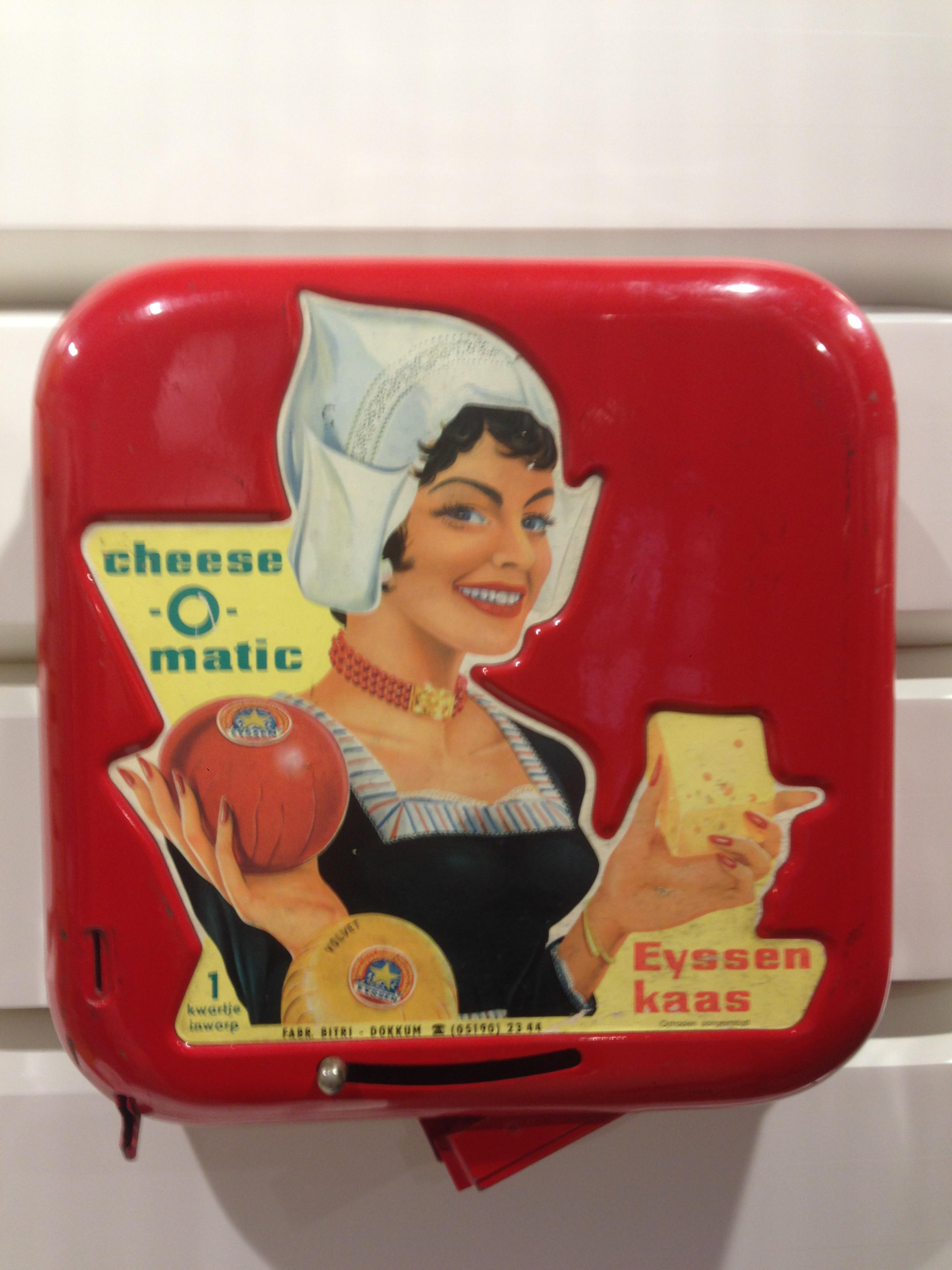
Nederlandse kaasverkoopautomaat, jaren 1960, collectie: Deutsches Automatenmuseum

## Partnergemeentes
Espelkamp onderhoudt jumelages met:
- Borås, Zweden
- Nagykőrös, Hongarije
- Angermünde, Duitsland
- Torgelow, Duitsland.

## Trivia
Het komt niet vaak voor, dat in de 21e eeuw een belangrijke gekozen  functionaris door een eigen  zoon of dochter wordt opgevolgd. Van 1999 tot 2020 was de CDU-politicus Heinrich  Vieker burgemeester van de gemeente Espelkamp. Hij werd in 2020 door zijn zoon Henning opgevolgd, die bij de verkiezingen  53% van de stemmen had verworven.